# SIMBAD

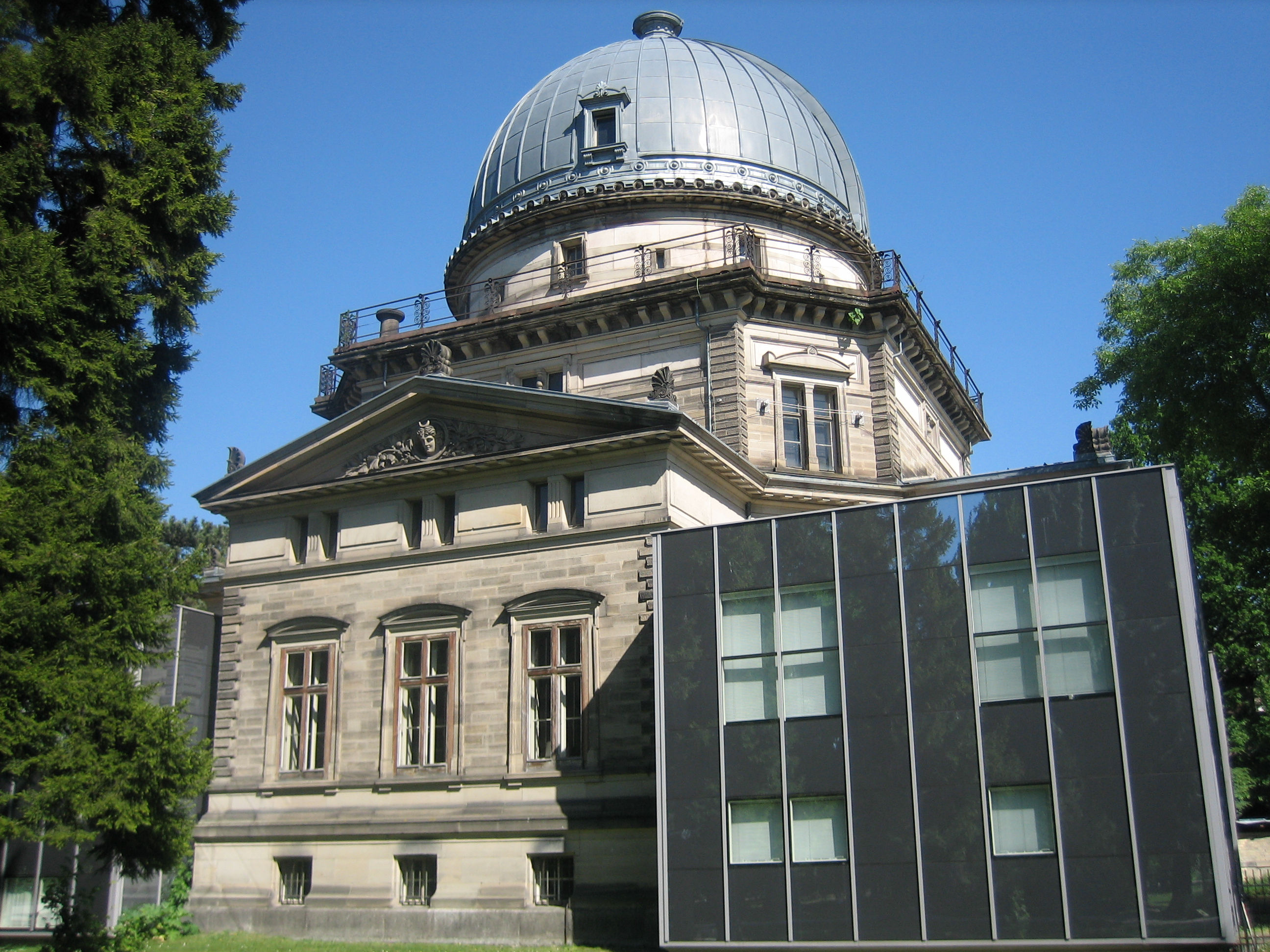
Observatorio de Estrasbourgo

SIMBAD (siglas del inglés Set of Indications, Measurements, and Bibliography for Astronomical Data) es una base de datos astronómica de objetos que se encuentran más allá del sistema solar. Es mantenida por el Centre de Données astronomiques de Strasbourg (CDS), Francia.

## Historia
SIMBAD fue creada por la fusión del Catálogo de Identificaciones Estelares (Catalog of Stellar Identifications, CSI) y el Índice Bibliográfico de Estrellas (Bibliographic Star Index) que existían en el Centro Informático de Meudon en 1979, siendo posteriormente ampliada con datos procedentes de otros catálogos y de la literatura científica. La primera versión interactiva, conocida como la Versión 2, estuvo disponible en 1981. La Versión 3, desarrollada en lenguaje C y en funcionamiento en estaciones UNIX del Observatorio de Estrasburgo, fue presentada en 1990. 2006 supuso el lanzamiento de la Versión 4 de la base de datos, actualmente guardada en PostgreSQL, y del software de soporte, hoy escrita completamente en Java.
A fecha 28 de enero de 2008, SIMBAD contiene información de 3.903.831 objetos bajo 11.739.207 nombres distintos, con 216.112 referencias y 5.764.881 citas bibliográficas.
Un asteroide recibe el nombre de (4692) SIMBAD (1983 VM7) en su honor.

### Búsqueda de un objeto
La búsqueda de un determinado objeto en SIMBAD puede realizarse según diversos criterios:
- Por identificador (Query by identifiers). Ejemplo: al introducir Epsilon Virginis, 47 Virginis o HD 113226 (tres nombres distintos de la misma estrella) se obtienen los datos astronómicos de Vindemiatrix.
- Por coordenadas (Query by coordinates). Ejemplo: al introducir 05 19 00 +33 44 55 (ascensión recta 05h 19min 00s y declinación +33°44′55″) se obtienen los datos astronómicos de IQ Aurigae.
- Por criterios (Query by criteria). Ejemplo: al introducir sptype='M1V' & radvel>100 (marcando el botón display a la derecha) se obtienen los datos del único objeto que cumple los criterios especificados (tipo espectral M1V y velocidad radial mayor de 100 km/s), VZ Pictoris o estrella de Kapteyn.